# Ilusión (álbum de Gaby Moreno)
Ilusión es el álbum publicado por la cantante guatemalteca Gaby Moreno en 2016. Contó con la producción de Gabe Roth, y fue grabado mayormente en sus estudios de Riverside, California.
En «Ilusión» se mezclan estilos como el folk, el soul y el jazz, con algunas  canciones en inglés y otras en español.
Entre las canciones se destaca el primer sencillo «Se Apagó» (que cuenta con una versión en inglés titulada «Love Is Gone») y una adaptación de «La Malagueña».

## Detalles
«Ilusión» fue producido por Gabe Roth, cofundador de Daptone Records y director musical de Sharon Jones & the Dap-Kings. Todas las canciones fueron registradas en unos pocos días, mayormente en el estudio de mezcla de Roth en Riverside, California.
Se improvisó un estudio para grabar en vivo con la banda, de manera análogica. No se utilizaron computadoras y se contó únicamente con dos o tres tomas enteras de cada canción, sin editarlas.
Las canciones abarcan temas de desolación, desesperación y esperanza. El título, según la artista, "tiene una doble intención, tiene que ver con la esperanza y lo irreal, siempre con la ilusión de llegar a un lado".
Las canciones fueron escritas en medio de una gira mundial con Hugh Laurie, como parte de su banda The Copper Bottom Band.
Las sesiones de grabación tuvieron lugar en House of Soul Studio (Brooklyn, Nueva York), Electrosound Studios (Beverly Hills, California), Kingsize Studios (Eagle Rock, California), Penrose Studios (Riverside, California) y Winslow CT Studios (Hollywood, California).

## Listado de canciones
| N.º   | Título                         | Escritor(es)                                 | Duración |  |
| 1.    | «Se Apagó»                     | Leslie Lowe / Gaby Moreno                    | 3.45     |  |
| 2.    | «Nobody To Love»               | David Batteau / Gaby Moreno                  | 3.18     |  |
| 3.    | «Pale Bright Lights»           | David Batteau / Larry Goldings / Gaby Moreno | 3.09     |  |
| 4.    | «Maldición / Bendición»        | Gaby Moreno                                  | 2.54     |  |
| 5.    | «Fronteras»                    | Gaby Moreno                                  | 3.02     |  |
| 6.    | «O, Me»                        | Gaby Moreno                                  | 3.05     |  |
| 7.    | «Hermana Rosetta»              | Gaby Moreno / Sam Phillips                   | 2.46     |  |
| 8.    | «Estaré»                       | Gaby Moreno / Tommy Torres                   | 3.21     |  |
| 9.    | «Si Pudiera»                   | Ricardo Arjona / Jean-Jacques Goldman        | 2.42     |  |
| 10.   | «La Malagueña»                 | Pedro Galindo / Elpidio Ramirez              | 4.38     |  |
| 11.   | «Sálvese Quien Pueda»          | Gaby Moreno                                  | 3.34     |  |
| 12.   | «Illusion»                     | Adam Levy / Gaby Moreno                      | 3.20     |  |
| 13.   | «Love Is Gone» (Feat. Jonny P) | Adam Levy / Gaby Moreno                      | 3.45     |  |
| 43.19 |                                |                                              |          |  |